# Romano III Argiro
Romano III Argiro (in greco Ρωμανός Γ΄ Αργυρός?, Rōmanos III Argyros; Ierapoli, 968 – Costantinopoli, 11 aprile 1034) è stato un imperatore bizantino.
Fu basileus dei romei dal 15 novembre 1028 fino alla sua morte.

## Biografia

### Origini
Nato nel 968 d.C., era membro di una famiglia di chiara nobiltà, quella degli Argiri: era figlio di Mariano Argiro, figlio a sua volta di  Eustazio Romano Argiro, noto per aver commissionato un poema in onore dell'imperatore Romano II nel 950, e di Agata Lecapena, figlia di Romano I Lecapeno. Aveva diversi fratelli e sorelle: Basilio Argiro fu un importante generale e stratego sotto Basilio II, Leone militò in Italia ove fu ucciso nel 1017, Pulcheria sposò il magistros Basilio Sclero, un'altra sorella il Duca d'Antiochia Costantino Karanteno, infine Maria era moglie di Giovanni Orseolo, figlio di Pietro, Doge di Venezia.
A differenza dei fratelli, militari, Romano divenne funzionario: servì come giudice krites nel thema dell'Opsikion, con il rango protospatharios, e divenne noto per la repressione degli eretici di Akmoneia; in seguito fu promosso a quaestor e divenne giudice dell'Ippodromo; in tali vesti fu menzionato anche nella Peira, un importante compendio di casi giurisprudenziali redatto da Eustazio Romano. Durante il regno di Basilio II ricevette ulteriori promozioni prima al rango di patrikios, poi al titolo di sovrintendente per la Basilica di Hagia Sophia fino a raggiungere il titolo di Eparca di Costantinopoli, prefetto della Capitale.

### Regno
In considerazione della lunga carriera ed esperienza amministrativa, nonché per via della parentela, Costantino VIII decise di selezionare Romano quale marito della propria figlia, Zoe Porfirogenita, e dunque come erede: Romano, all'epoca felicemente sposato, fu costretto, sotto minaccia dell'imperatore, a divorziare e a risposarsi con Zoe il 12 novembre 1028; tre giorni dopo il matrimonio della figlia Costantino VIII morì e Romano gli successe come imperatore.
Avendo quali modelli ideali, Marco Aurelio e Traiano, Romano cercò di imitarne gli esempi ma, senza molto successo. Durante il suo regno, ridusse il carico fiscale, abolì l'allelengyon, tassa speciale che Basilio II aveva disposto fosse pagata dalla nobiltà quale sostituto d'imposta, in tal modo bloccando le contribuzioni speciali e particolarmente onerose che lo stesso Basilio aveva imposto a carico dei dynatoi in modo da ridimensionare il potere politico ed economico; infine, intraprese una politica di lavori pubblici, con particolare riguardo per la Capitale.
Nelle questioni militari, Romano si dimostrò assai incompetente: nel 1030 decise di condurre personalmente un forte esercito contro gli emiri di Aleppo per annettere direttamente la città, all'epoca tributaria dell'impero, ma fu pesantemente sconfitto nella battaglia di Azaz; gli arabi, allora, intrapresero una controffensiva che si infranse solo quando, nel 1032, il giovane generale Giorgio Maniace riuscì a sconfiggere le truppe arabe nei pressi di Edessa, liberandola dall'assedio; solo a questo punto l'emiro di Aleppo intraprese i negoziati che si conclusero con lo status quo ante e la restaurazione del protettorato.
In ogni caso, la sconfitta di Azaz e poi una disfatta della flotta nell'Adriatico erosero progressivamente la popolarità del basileus.
Nei primi mesi di regno Romano cercò di mantenere una relazione amichevole con la moglie ma presto la diversità di interessi, le forti spese di lei e soprattutto la mancanza di figli, generarono astio e disprezzo reciproco, aggravato ancor di più quando l'imperatore decise di portare a palazzo un'amante ufficiale in modo da avere un erede, decisione che portò alla rottura definitiva con la moglie e con quella fazione della corte che ne sosteneva i diritti dinastici; infatti, già tra il 1029 ed il 1030 vi furono numerosi tentativi di attentato contro l'imperatore, ispirati dalla cognata, Teodora, e volti alla restaurazione della dinastia Macedone. 

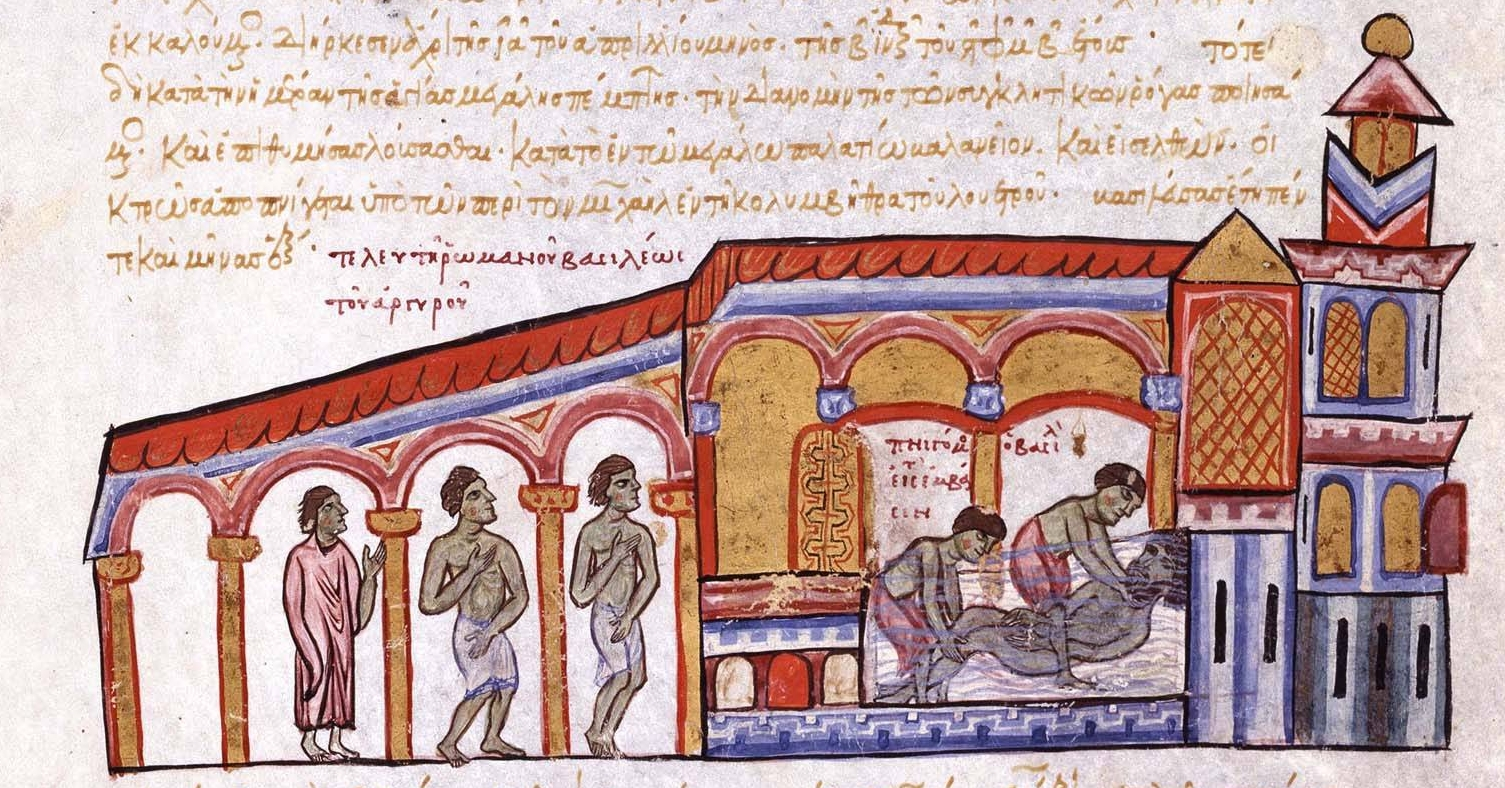
L'assassinio di Romano III (miniatura tratta dallo Scilitze di Madrid)

Infine, nel 1034, Zoe si innamorò di un giovane cortigiano, Michele; l'imperatore lo venne a sapere e, l'11 aprile 1034, sottopose il giovane ad un interrogatorio ma senza esito in quanto Michele, sotto giuramento, negò le accuse; la sera stessa Romano fu trovato morto ed immediatamente si diffuse la voce che la causa del decesso fosse da ricercarsi in un veleno somministratogli dalla moglie Fu seppellito nella Chiesa di Santa Maria Peribleptos a Costantinopoli che egli stesso aveva fatto erigere.

## Famiglia
Romano si sposò due volte, la sua prima moglie fu Elena da cui ebbe una figlia:
- ? Argira, promessa sposa a Enrico III il Nero.

Dalla sua seconda moglie Zoe non ebbe figli.